# Almira Skripchenko
Almira Skripchenko (Chisináu, RSS de Moldavia; 17 de febrero de 1976) es una ajedrecista moldava-francesa que posee los títulos de Maestra Internacional (MI) y Gran Maestra Femenina (GMA). Ganó el Campeonato Europeo de Ajedrez Individual Femenino en 2001 y es seis veces campeona de Francia de ajedrez femenino.

## Vida y trayectoria
Nacida en Chisináu, de padre ucraniano y madre armenia, ambos pedagogos y entrenadores de ajedrez, Skripchenko empezó a jugar al ajedrez a los 6 años.
En 1991, Moldavia se independizó de la Unión Soviética. Esto significó que Skripchenko pudo participar por primera vez en los Campeonatos Mundiales Juveniles de Ajedrez. En 1992 se proclamó campeona del mundo de ajedrez para niñas menores de 16 años en Duisburgo (Alemania), y en 1993 obtuvo la medalla de bronce en el campeonato mundial de ajedrez para niñas menores de 18 años.
En 1997 se casó con el gran maestro francés Joël Lautier y se trasladó a vivir a Francia. A pesar de separarse de Lautier en 2002, adquirió la nacionalidad francesa en 2001 y siguió haciendo de Francia su hogar. Skripchenko se casó entonces con el Gran Maestro francés Laurent Fressinet y en enero de 2007 dio a luz a una hija.
En 2001, a los 25 años, celebró su mayor éxito, al ganar el Campeonato Europeo de Ajedrez Individual Femenino. En ese momento fue elegida "mejor deportista de 2001 en Moldavia" y condecorada con la Orden del Mérito Nacional en su país natal.
En 2004, ganó la Copa de los Urales del Norte, el segundo supertorneo internacional para ajedrecistas femeninas. Celebrado en Krasnoturinsk, el torneo de nueve rondas a una sola vuelta contó con diez de las jugadoras más fuertes del mundo. Skripchenko terminó con medio punto de ventaja sobre Maia Chiburdanidze, ex campeona mundial femenina, y también la derrotó en su encuentro individual. En 2005, ganó el Accentus Ladies Tournament de Biel. Skripchenko alcanzó los cuartos de final del Campeonato Mundial de Ajedrez Femenino en 2000, 2001 y 2010.
Desde 2002, Skripchenko vive en París y representa a Francia en torneos, y se ha convertido en una destacada embajadora del juego en Europa. Compitió en el Campeonato de Francia individual masculino (2002, 2003). Ganó el Campeonato de Francia de Ajedrez Femenino en 2004, 2005, 2006, 2010, 2012 y 2015. En el juego por equipos, ganó la Liga Nacional de Ajedrez de Francia con el Club de Ajedrez NAO (2003 y 2004) y con el Clichy Echecs (2007, 2008, 2012 y 2013) y la Bundesliga de Ajedrez de Alemania con el Werder Bremen (2005). Las victorias de su carrera también incluyen tres títulos nacionales de damas (que obtuvo con el Baden-Oos en 2003, 2004 y 2005) y cinco victorias de la Copa de Europa de Clubes con el Cercle d'échecs de Monte-Carlo (en 2007, 2008, 2010, 2012 y 2013).
Almira Skripchenko ha participado en varias Olimpiadas de Ajedrez (con Moldavia y luego con Francia), jugando siempre en el primer tablero de su equipo. También es miembro de la Junta Directiva de la ACP (Asociación de Profesionales del Ajedrez).